# 1876 en Ontario
Chronologie de l'Ontario
- 1872
- 1873
- 1874
- 1875
- 1876
- 1877
- 1878
- 1879
- 1880

Cette page concerne des événements d'actualité qui se sont produits durant l'année 1876 dans la province canadienne de l'Ontario.

## Politique
- Premier ministre: Oliver Mowat (Parti libéral)
- Chef de l'Opposition: Matthew Crooks Cameron (en) (Parti conservateur)
- Lieutenant-gouverneur: Donald Alexander Macdonald (en)
- Législature: 3e (en)

## Événements

### Janvier
- 21 janvier : le conservateur Peter White est élu député fédéral de Renfrew-Nord à la suite de la démission du libéral William Murray (en) pour sa réélection.

### Avril
- 15 avril : le député libéral fédéral de l'Ontario-Nord Adam Gordon (en) est décédé en fonction à Port Perry (en) à l'âge de 44 ans.

### Mai
- 28 mai : le député libéral fédéral de Middlesex-Nord Thomas Scatcherd (en) est décédé en fonction à l'âge de 52 ans.

### Juin
- 1er juin :
  - le député libéral fédéral de l'Ontario-Sud Malcolm Cameron (en) est décédé en fonction à l'âge de 68 ans.
  - ouverture du Collège militaire royal de Kingston, qui deviendra plus tard le Collège militaire royal du Canada.
- 7 juin : le libéral Robert Colin Scatcherd (en) est élu député fédéral de Middlesex-Nord à la suite de la mort du même parti Thomas Scatcherd (en) le 15 avril dernier.

### Juillet
- 5 juillet : lors des trois élections partielles fédérales, le conservateur William Henry Gibbs (en) l'emporte Ontario-Nord à la suite de la mort du libéral Adam Gordon (en) le 15 avril dernier, son frère, le libéral-conservateur Thomas Nicholson Gibbs l'emporte Ontario-Sud à la suite de la mort du libéral Malcolm Cameron (en) le 1er juin dernier et le libéral Donald Guthrie l'emporte Wellington-Sud à la suite de la démission du même parti David Stirton.
- 31 juillet : le libéral Archibald McNab (en) est réélu député fédéral de Glengarry face à son adversaire John McLennan (en).

### Août
- 10 août : première longue distance d'appel téléphonique au monde relier la résidence de Bell avec une chaussure et un magasin de chaussure dans les environs de Paris.

### Octobre
- 11 octobre : le libéral James Massie est élu sans opposition député provincial de Wellington-Sud à la suite de la démission du même parti Peter Gow.

### Novembre
- 14 novembre : le député conservateur fédéral de Cardwell John Hillyard Cameron est décédé en fonction d'une crise cardiaque à l'âge de 59 ans.

### Décembre
- 14 décembre : le conservateur Dalton McCarthy est élu député fédéral de Cardwell à la suite de la mort du même parti John Hillyard Cameron le 14 novembre dernier.

## Naissances
- 8 janvier : Matthew Robert Blake (en), député fédéral de Winnipeg-Nord (1917-1921) († 21 novembre 1937).
- 3 avril : Margaret Anglin, actrice, réalisatrice et productrice († 7 janvier 1958).
- 17 juin : Thomas Crerar, député fédéral de Marquette (1917-1925) et de Churchill (1935-1945) († 11 avril 1975).
- 23 août : William Melville Martin, premier ministre de la Saskatchewan († 22 juin 1970).
- 18 novembre : Walter Seymour Allward, sculpteur († 24 avril 1955).
- 9 décembre : Berton Churchill, acteur († 10 octobre 1940).

## Décès
- Wilson Ruffin Abbott, homme d'affaires (° 1801).
- G. B. Lyon-Fellowes (en), maire d'Ottawa (1876) (°1815).
- 5 avril : Élisabeth Bruyère, sœur religieuse et fondatrice des sœurs grises d'Ottawa (° 19 mars 1818).
- 15 avril : Adam Gordon (en), député fédéral de l'Ontario-Nord (1874-1876) (° 16 septembre 1831).
- 28 mai : Thomas Scatcherd (en), député fédéral de Middlesex-Nord (1867-1876) (° 10 novembre 1823).
- 1er juin : Malcolm Cameron (en), homme d'affaires et député fédéral de l'Ontario-Sud (1874-1876) (° 25 avril 1808).
- 14 novembre : John Hillyard Cameron, député fédéral de Peel (1867-1872) et Cardwell (1872-1876) (° 14 avril 1817).